# متوکسی‌متانول
متوکسی‌متانول (به انگلیسی: Methoxymethanol) یک ترکیب شیمیایی با فرمول مولکولی CH3OCH2OH است. این ترکیب هم یک اتر و هم یک الکل محسوب می‌شود. متوکسی‌متانول در فضای خارجی نیز مشاهده شده‌است.